# Супстанција нигра
Супстанција нигра је структура базалне ганглије лоцирана у средњем мозгу, која игра важну улогу у награђивању и покрету. Substantia nigra је латински за „црну супстанцу”, што рефлектује чињеницу да се делови супстанције нигра јављају тамнији него суседна подручја због високих нивоа неуромеланина у допаминергичним неуронима.